# مرگ فروشنده (فیلم ۱۹۸۵)
مرگ فروشنده (آلمانی: Tod eines Handlungsreisenden) فیلمی به کارگردانی فولکر اشلوندورف است که در سال ۱۹۸۵ منتشر شد.

## بازیگران
- داستین هافمن
- جان مالکوویچ
- استیون لانگ
- چارلز دارنینگ
- جاون پالیتو
- لیندا کازلاوسکی
- کیت رید